# René de Castéra
René (d'Avezac) de Castéra (Dacs, 1873 - Angoumé, departament de les Landes, 1955) fou un compositor francès.
Deixeble de Vincent d'Indy, Charles Bordes, Alexandre Guilmant i Isaac Albéniz, secretari de la Schola Cantorum, fundador de l'Édition Mutuelle, crític musical. A la Schola Cantorum, fou condeixeble d'Albert Roussel, Déodat de Séverac, etc.
Participà en les activitats de la Libre Esthétique fundada per Octave Maus à Brussel·les; la majoria de les seves obres hi varen ser creades, especialment per la pianista franco-catalana Blanche Selva. Va rebre el 1912, amb motiu de la creació de la seva Sonate, felicitacions de la reina dels Belgues Élisabeth de Baviera (1876-1965). Les seves obres també foren interpretades a París, en el marc de la Société Nationale de Musique.
El mateix any 1912, el pintor Maurice Denis el representà al medalló de La Sonate per la decoració del Théâtre des Champs-Élysées.
Germà del pintor Carlos de Castéra, va tenir força relació també amb el món de les arts plàstiques. Ambdós germans varen ser dels primers col·leccionistes de l'obra d'Anglada-Camarasa i varen contribuir molt a la bona acceptació que el pintor català tingué ben d'hora en els cercles aristocràtics de París.

## Principals obres
- Serenata per a piano
- Harmonisation de chansons populaires
- Mélodies
- Sonate pour violon et piano
- Trio avec piano
- Concert pour piano, violoncelle, flûte et clarinette
- Lent et grave, per a violoncel i piano
- Sicilienne, violoncel i orquestra o violoncel i piano
- Jour de fête au Pays basque, obra simfònica
- Nausicaa, ballet-pantomima amb cors

## Font
- Anne de Beaupuy, Claude Gay & Damien Top : René de Castéra (1873-1955), un compositeur landais au cœur de la Musique française, Éditions Séguier, Paris, 2004

## Discografia
- Musique de chambre volume 1 : Sonate, Trio, Lent et grave par l'Ensemble Joseph Jongen, collection du Festival International Albert Roussel, Recital RCP 075, 2007

- Musique de chambre volume 2 : Concert, Trio, Sicilienne par l'Ensemble Arcade, collection du Festival International Albert Roussel, Azur Classical, 2010